# Harold Vincent Poor
Pour les articles homonymes, voir Poor.
Harold Vincent Poor, né le 2 octobre 1951 à Columbus (Géorgie), est un ingénieur en électricité, ancien doyen en ingénierie et professeur à l'université de Princeton.
Il est spécialiste en télécommunication sans fil, traitement du signal et théorie de l'information. Il a assumé de nombreuses responsabilités, reçu de nombreux honneur et a été élu dans de nombreuses associations scientifiques. Il a également été président de l'Institute of Electrical and Electronics Engineers  (IEEE) pour l'année 1990. Il siège au conseil d'administration de la fondation IEEE.

## Carrière
Poor obtient un baccalauréat universitaire en ingénierie (bachelor of engineering) à l'université d'Auburn en 1972, maîtrise  en ingénierie à la même université en 1974. En 1977, il soutient une thèse de PhD à l'université de Princeton. De 1977 à 1990, il est membre de l'université de l'Illinois à Urbana-Champaign, d'abord en tant que postdoc, puis à partir de 1984 professeur titulaire (professor of electrical and computer engineering). En 1990, il retourne à l'université de Princeton en tant que professeur d'eléletrotechnique  (à partir de 2005 sous le nom Michael Henry Strater University Professor of Electrical Engineering). De plus, il est membre de la direction du Princeton Environmental Institute et du Andlinger Center for Energy and the Environment qui travaillent à l'interface entre électrotechnique et protection de l'environnement. Par ailleurs, Poor est titulaire d'un poste de professeur invité à l'Imperial College London depuis 2004.

## Recherche
Poor est considéré comme l'un des ingénieurs principaux dans le domaine des méthodes de transmission sans fil et le traitement du signal]. Ses domaines de contribution sont l'analyse stochastique, la théorie de l'information et sécurité de l'information, et leurs applications aux réseaux sans fil, réseaux sociaux et réseaux électriques intelligents (smart grid). Ses travaux sont très largement cités.
Son livre An Introduction to Signal Detection and Estimation est considéré comme une référence dans ce domaine.

## Distinctions et prix
Membre de sociétés
- 2017 : Il est élu membre étranger de l'Académie chinoise des sciences
- 2015 : Élu membre de l'Academy of sciences for the developing world
- 2014 : Élu membre de la Royal Society de Londres
- 2013 : Élu fellow correspondant de la Royal Society of Edinburgh et membre de l'Academia Europaea
- 2011 : Poor est élu membre de l'Académie nationale des sciences[8],
- 2010 : Membre de l'Institution of Engineering and Technology (en)[9],
- 2009 : International Fellow, Académie royale d'ingénierie
- 2005 : Fellow de Académie américaine des arts et des sciences,
- 2002 : Fellow, John Simon Guggenheim Memorial Foundation
- 2001 : Fellow de l'Optical Society of America et de l'Institut de statistique mathématique et élu membre de l'Académie nationale d'ingénierie des États-Unis[10].
- 1991 : Fellow de Association américaine pour l'avancement des sciences (1991),
- 1987 : Fellow, Institute of Electrical and Electronics Engineers (IEEE) (1987)

Doctorats honoris causa
Il a reçu un doctorat honoris causa de l'université des sciences et technologies de Hong Kong (2012), de l'université d'Aalborg en 2012; de l'université d'Édimbourg (2011), de l'université Aalto (2014),
de l'université de Syracuse (2017).
Prix et médailles
Il a en outre reçu en 2017 la médaille Alexander Graham Bell de l'IEEE, en 2016 la médaille John Fritz de l'American Association of Engineering Societies (en), le prix Eric Sumner Technical Field  de l'IEEE en 2011, la médaille Ambrose Fleming Medal for Achievement in Communications Engineering de l'IET en  2010, le prix Aaron D. Wyner Distinguished Service de l'IEEE Information Theory Society (2008), la médaille James H. Mulligan Education de l'IEEE (2005).